# Lissoberyx
Lissoberyx es un género extinto de peces actinopterigios prehistóricos. Fue descrito por Patterson en 1967.
Vivió en el Líbano.